# Johnsburg (Illinois)
Johnsburg – wieś w Stanach Zjednoczonych, w stanie Illinois, w hrabstwie McHenry.